# Bakary Koné
Bakary Koné (Ouagadougou, 27 april 1988) is een Burkinees voetballer die bij voorkeur als centrale verdediger speelt. Koné maakt in 2007 zijn debuut in het Burkinees voetbalelftal.

## Clubcarrière
In juli 2006 haalde EA Guingamp Koné weg bij het Burkinese Étoile Filante. Op 11 mei 2007 maakte hij zijn debuut in de Ligue 2 tegen Tours FC. Op 11 augustus 2011 tekende Koné een vijfjarig contract bij Olympique Lyon. Hij maakte zijn eerste doelpunt voor Lyon in de laatste voorronde van de Champions League tegen Roebin Kazan. Op 27 september 2012 was hij in de Champions League-groepsfase tegen Dinamo Zagreb trefzeker. Hij tekende in juni 2016 een contract tot medio 2019 bij Málaga CF, dat hem transfervrij overnam van Olympique Lyonnais.

## Interlandcarrière
Koné maakte in 2006 zijn debuut in het Burkinees voetbalelftal. Voor zijn land speelde hij mee in zeven kwalificatiewedstrijden voor het wereldkampioenschap voetbal 2010. Met Burkina Faso nam Koné deel aan het Afrikaans kampioenschap voetbal in 2010, 2012, 2013 en in 2015.

## Erelijst
| Competitie      |          |          |          |          |
| Competitie      | Aantal   | Jaren    |          |          |
| Guingamp        | Guingamp | Guingamp | Guingamp | Guingamp |
| --------------- | -------- | -------- | -------- | -------- |
| Coupe de France | 1x       | 2008/09  |          |          |
| Olympique Lyon  |          |          |          |          |
| Coupe de France | 1x       | 2011/12  |          |          |